# افراسیاب‌کلا
افراسیاب‌کلا، روستایی است از توابع بخش بندپی غربی شهرستان نور در استان مازندران ایران.

## جمعیت
این روستا در خوش‌رودپی قرار داشته و براساس آخرین سرشماری مرکز آمار ایران که در سال ۱۳۸۵ صورت گرفته، جمعیت آن ۱۷۴نفر (۵۵خانوار) بوده‌است.